# Consommation ostentatoire

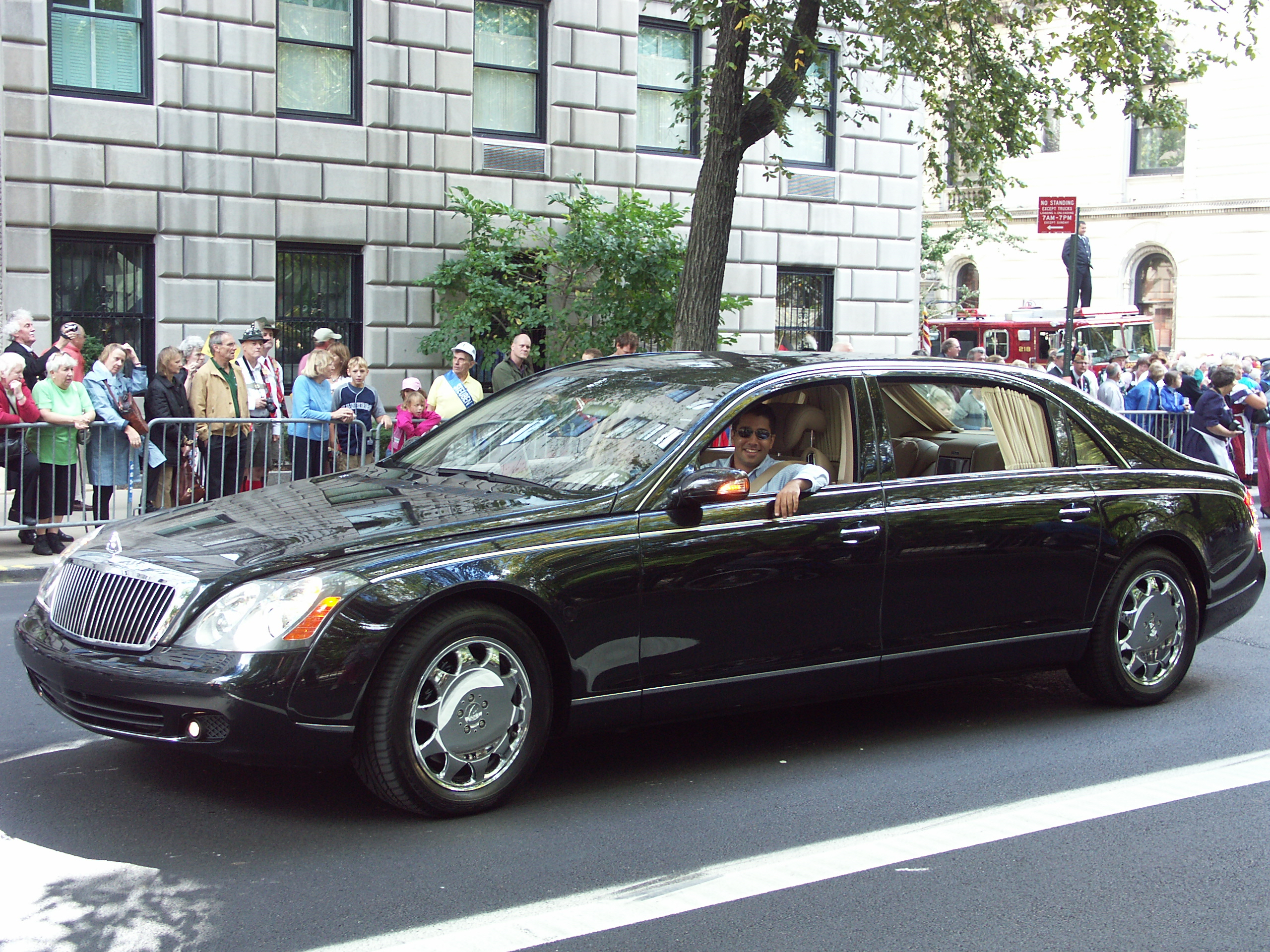
L'automobile de luxe, archétype de l'objet de consommation ostentatoire.

La consommation ostentatoire est une consommation destinée soit à mettre en évidence son statut social ou son mode de vie, soit à faire croire aux autres que l'on possède ce statut social ou mode de vie.

## Concept
Le concept de consommation ostentatoire est originellement utilisé pour décrire la consommation des classes supérieures dans les pays occidentaux par les sociologues[Qui ?]. Il s'applique pour étudier le comportement de consommation des nouveaux riches des pays émergents, ainsi que celui des classes moyennes et pauvres de toutes les sociétés. Il s'agit d'une manifestation de la puissance pécuniaire.
Le concept est travaillé par Thorstein Veblen, économiste américain, qui l'appelle conspicuous consumption. Il est défini pour la première fois en 1899 dans l'ouvrage Théorie de la classe de loisir. Dans cette étude de la très haute bourgeoisie nord-américaine, Veblen remarque des gaspillages ostentatoires en temps et en biens. Il en déduit que les classes sociales font un « usage ostentatoire » de la consommation, destiné à indiquer un statut social. Le bien-être procuré par cette consommation ne tient alors pas tant dans le bien lui-même que dans le fait de se signaler par lui.
La consommation ostentatoire est un des fondements de l'effet Veblen, selon lequel la baisse du prix des produits qui faisaient l'objet d'une consommation ostentatoire en réduit la demande de la part des classes les plus aisées, par effet de snobisme. La société moderne serait ainsi une société de gaspillage généralisé, où chaque strate sociale cherche à se différencier des autres par une consommation qu'elle considère comme élitiste.

## Travaux
Plusieurs travaux ultérieurs à ceux de Veblen ont exploré le concept de consommation ostentatoire. Des études menées dans certains pays africains montrent que la consommation de cinéma étranger est un marqueur de statut social. Une étude de la sociologie de la Rome antique a mis en évidence des pratiques d'acquisition de biens dans un but ostentatoire chez les patriciens.

## Critiques
La thèse de Veblen et le concept de consommation ostentatoire font l'objet de débats au sein des sciences sociales.
H. L. Mencken critique la position de Veblen en soulignant que la consommation de certains biens par les classes supérieures et les nouveaux riches répond à un accomplissement de désirs et à une volonté d'accroissement de l'utilité, et non seulement à une volonté d'ostentation. Il écrit : « Est-ce que j'apprécie de prendre un bon bain parce que je sais que John Smith ne peut pas en prendre un, ou parce qu'être tout propre me fait me sentir bien ? Est-ce que j'admire la cinquième symphonie de Beethoven parce qu'elle est incompréhensible pour les méthodistes, ou parce que je suis un amateur de musique ? ». Il faut cependant rétorquer à cela que le luxe est par définition ostentatoire ; et que les yachts de luxe ne sont pas construits pour les joies de la plaisance.

### Ressource radiophonique
- Mathilde Dupré, « Qu’est-ce que la consommation ostentatoire ? », 3 min, France Culture [audio], émission Le Pourquoi du comment : économie et social, 18 mai 2022.